# Alcis amydrina
Alcis amydrina är en fjärilsart som beskrevs av Eugen Wehrli 1941. Alcis amydrina ingår i släktet Alcis och familjen mätare. Inga underarter finns listade i Catalogue of Life.